# Prorasea gracealis
Prorasea gracealis là một loài bướm đêm trong họ Crambidae.